# Креда
Тази статия е за геоложкия период. За минерала вижте креда.
| Креда преди 145.5–65.5 милиона години ПреК К О С Д К П Т Ю К Пг Н |                                               |
| Средно атмосферно съдържание на O2 през периода                   | ca. 30 Vol % (150 % от съвр. ниво)            |
| Средно атмосферно съдържание на CO2 през периода                  | ca. 1700 ppm (6 пъти прединдустриалното ниво) |
| Средната температура на повърхността през периода                 | ca. 18 °C (4 °C над съвр. ниво)               |

| Еон                         | Ера Продължителност    | Период                 | Начало в млн. г. |
| --------------------------- | ---------------------- | ---------------------- | ---------------- |
| Фанерозой                   |                        |                        |                  |
| Неозой 65,5 млн. г.         | Кватернер              | 2,588                  |                  |
| Неозой 65,5 млн. г.         | Неоген                 | 23,03                  |                  |
| Неозой 65,5 млн. г.         | Палеоген               | 65,5                   |                  |
| Мезозой 185,5 млн. г.       | Креда                  | 145,5                  |                  |
| Мезозой 185,5 млн. г.       | Юра                    | 199,6                  |                  |
| Мезозой 185,5 млн. г.       | Триас                  | 251                    |                  |
| Палеозой 291 млн. г.        | Перм                   | 299                    |                  |
| Палеозой 291 млн. г.        | Карбон                 | 359,2                  |                  |
| Палеозой 291 млн. г.        | Девон                  | 416                    |                  |
| Палеозой 291 млн. г.        | Силур                  | 443,7                  |                  |
| Палеозой 291 млн. г.        | Ордовик                | 488,3                  |                  |
| Палеозой 291 млн. г.        | Камбрий                | 542                    |                  |
| Протерозой                  |                        |                        |                  |
| Неопротерозой 458 млн. г.   | Едиакарий              | 630                    |                  |
| Неопротерозой 458 млн. г.   | Криоген                | 850                    |                  |
| Неопротерозой 458 млн. г.   | Тоний                  | 1 000                  |                  |
| Мезопротерозой 600 млн. г.  | Стений                 | 1 200                  |                  |
| Мезопротерозой 600 млн. г.  | Ектасий                | 1 400                  |                  |
| Мезопротерозой 600 млн. г.  | Калимий                | 1 600                  |                  |
| Палеопротерозой 900 млн. г. | Статерий               | 1 800                  |                  |
| Палеопротерозой 900 млн. г. | Орозирий               | 2 050                  |                  |
| Палеопротерозой 900 млн. г. | Рясий                  | 2 300                  |                  |
| Палеопротерозой 900 млн. г. | Сидерий                | 2 500                  |                  |
| Архай                       | Неоархай 300 млн. г.   | Неоархай 300 млн. г.   | 2 800            |
| Архай                       | Мезоархай 400 млн. г.  | Мезоархай 400 млн. г.  | 3 200            |
| Архай                       | Палеоархай 400 млн. г. | Палеоархай 400 млн. г. | 3 600            |
| Архай                       | Еоархай                | Еоархай                | 4 000            |
| Хадей                       | Хадей                  | Хадей                  | 4 540            |

Кредата (на латински: creda означаващо креда, тебешир) е третият и последен период от мезозойската ера. Кредния период е наследник на юрата и предшественик на палеогена, първия етап в системата на неозоя. Названието на периода произлиза от бялата креда, вид скала, широко разпространена на територията на Европа. Продължителността на кредата е около 70 млн. години и тя е най-дългият период от мезозоя. В качеството си на самостоятелна система кредния период за първи път е отделен в Парижкия басейн от белгийския геолог Жан Батист Жулиен Омалиус д′Алуа (1783 – 1875) през 1822 г.

## Геохроноложка скала
Геохроноложки поделения (единици за време):

(В скоби са дадени стратиграфските поделения (единици за скали))
| Период (система) | Епоха (отдел) | Надетаж   | Век (етаж)  | Млн. години назад       |
| ---------------- | ------------- | --------- | ----------- | ----------------------- |
| Креда            | Горна креда   | Сенонски  | Мастрихтски | 70,6 ± 0,6 – 65,5 ± 0,3 |
| Креда            | Горна креда   | Сенонски  | Кампански   | 83,5 ± 0,7 – 70,6 ± 0,6 |
| Креда            | Горна креда   | Сенонски  | Сантонски   | 85,8 ± 0,7 – 83,5 ± 0,7 |
| Креда            | Горна креда   | Сенонски  | Кониаски    | 89,3 ± 1 – 85,8 ± 0,7   |
| Креда            | Горна креда   |           | Туронски    | 93,5 ± 0,8 – 89,3 ± 1,0 |
| Креда            | Горна креда   |           | Ценомански  | 99,6 ± 0,9 – 93,5 ± 0,8 |
| Креда            | Долна креда   |           | Албски      | 112 ± 1 – 99,6 ± 0,9    |
| Креда            | Долна креда   |           | Аптски      | 125 ± 1 – 112 ± 1,0     |
| Креда            | Долна креда   | Неокомски | Баремски    | 130 ± 1,5 – 125 ± 1,0   |
| Креда            | Долна креда   | Неокомски | Хотривски   | 136,4 ± 2 – 130 ± 1,5   |
| Креда            | Долна креда   | Неокомски | Валанжински | 140,2 ± 3 – 136,4 ± 2,0 |
| Креда            | Долна креда   | Неокомски | Бериаски    | 145,5 ± 4 – 140,2 ± 3,0 |

Кредния период и неговите основни подразделения, влезли в международната стратиграфска скала, били определени за първи път във Франция, а малко след това и на териториите на Швейцария, Нидерландия и Дания. В резултат от работите на френските стратиграфи Алсид д'Орбини, Пиер Жан Едуар Дезор (1811 – 1882), Анри Кокан (1811 – 1881), Ежен Реневие (1831 – 1906), белгийския геолог Андре Юбер Дюмон (1809 – 1857) и др. било създадено етажното деление на периода, което деление се е съхранило до наши дни без съществени изменения. По решение на Международния геоложки конгрес от 1885 г. всичките етажи се групират в две епохи – долна креда и горна креда. Названието на етажите произлиза от съвременните или древни географски пунктове, при които за първи път са били открити съответните фосили. Термините неокомски и сенонски се използват за обозначаване на надетажите, обединяващи няколко етажа в двете епохи. В редица страни са разработени по-детайлни стратиграфски схеми, в които етажите са поделени на податажи, зони и хоризонти.

## Обща характеристика
Скалите от кредния период са разпространени във всички континенти както в Северното, така и в Южното полукълбо. Чрез сондиране те са установени и по дъното на океаните под покривка от много по-млади наслаги. В зависимост от преобладаващия състав на скалите и тяхното разпространение кредния период отчетливо се разделя на две приблизително равни части, съответстващи на двете му епохи. Тези различия са обусловени от особеностите на геоложката история на континентите.
Тектонските движение, интензивно проявили се в края на юрата в Кордилерската и Източноазиатската геосинклинални области, предизвикали обширна морска регресия. През ранната креда морски басейни се съхранили в пределите на простиращите се по паралела Средиземноморски области, в геосинклиналните падини в западните части на двете Америки и Източна Азия, в източните части на Източноевропейската платформа, в Северен Сибир и в други места. Обширните платформени пространства, и преди всичко платформите в Южното полукълбо били суша. Някои разширения на морските граници, особено значителни в Австралия, протичат през апта и алба, но и те не променят геократичните условия на ранната креда. В моретата по това време се отлагат разнообразни, но предимно пясъчно-глинести наслаги, а на континентите на места се натрупват въгленосни пластове, разпространили се далече на север, чак до Гренландия и Аляска. В средата на периода отново се активизират тектонските движения в геосинклиналните пояси обкръжаващи Тихия океан. Най-голяма интензивност те достигат в Източноазиатските геосинклинали, голяма част от които се превръщат в сложно изградени нагънати области. В началото на късната креда започва потъване на значителни части от платформите, предизвикало една от най-големите в геоложката история на Земята морска трансгресия. Под морското ниво се оказали обширни площи от Източноевропейската, Североамериканската, Африканската и Австралийската платформи. Широкото разпространение на морските басейни и заравняването на релефа на сушата съкратили преноса на седиментен материал. Преобладаващите типове морски наслаги върху платформите са предимно тънки пластове от варовикови и варовиково-глинести тини, превърнали се впоследствие във варовици, мергели или пясъчна креда. Вътрешноконтиненталните падини се запълнили с речни, езерни, а понякога и въгленосни наслаги. Особено големи натрупвания на въглища стават в края на късната креда в западната част на Северна Америка.
В края на кредата се възобновяват тектонските движения по перифериите на Тихия океан. Те се проявяват по-активно в Северна и Южна Америка, където се формират нагънатите структури на Скалистите планини и Андите. Нагъвателно-образувателните движения се съпровождали от мощен вулканизъм, обхванал Източноазиатската, Кордилерската и някои райони на Средиземноморската геосинклинали. Една от най-значителните вулканични области на Земята по това време се явява Североизточна Азия, в пределите на която различни по състав лави и туфи заемат огромни площи. През късната креда големи вулканични изригвания произтичат още в Индия и Африка, за което свидетелства продължаващото разчленение на континента Гондвана. С движенията в края на периода е свързана обширната морска регресия, обхванала предимно платформите в Северното полукълбо.

## Климат
В началото на периода се забелязва захлаждане, което всъщност започва още през юрата. На по-високите места снеговалежите са често явление. След това обаче температурите се повишават отново и се задържат високи до края на периода. Една от причините за това е засилената вулканична дейност и увеличението на концентрацията на въглероден двуокис. Нивото на океаните се повдига, а температурите се запазват значително по-високи отколкото са днес.
Поясното разпространение на различните типове наслаги и биогеографски провинции доказват за съществуването на климатични зони през кредния период. Тропическата зона приблизително е съвпадала със Средиземноморския геосинклинален пояс, а разпространението на лагунни соленоносни наслаги от двете му страни предполага наличието на области със сух климат. Северно от тропическата зона се намирала топлоумерената зона, отличаваща се с интензивно натрупване на въглищни пластове. Тези климатични области се простирали приблизително по паралела, т.е. са били повече или по-малко съгласувани със съвременната климатична зоналност. В края на кредата, в епохата на най-голямата морска трансгресия, климатичните различия почти изчезват. Чрез методите на изотопната палеотермометрия е установено, че температурите на повърхността на водата в океаните са били много по-еднородни, в сравнение със съвременните.

## Органичен свят

### Флора
В началото на кредата органичния свят все още запазва своето сходство с предшестващият го юрски период. В състава на наземната флора преобладават папратите и различните групи голосеменни растения: сагови, гинкови, иглолистни, бенетити и др. Около средата на ранната креда се появяват първите покритосеменни, а в края на тази епоха произтичат големи изменения в растителния свят на Земята. Цветните растения завоюват господстващо положение. Много от появилите се в късната креда покритосеменни растения (магнолия, лавър, платан, дъб и др.) заемат видно място и в съвременната флора. Всичко това позволява на палеобатаниците вътре в кредния период да прокарат граница между мезофитите и кайнофитите – геохронологични подразделения, обосновани на еволюционното развитие на растенията.

### Фауна
През долната и средната креда широко развитие имат амонитите, белемнитите, гигантските влечуги, но през горна креда започва бързият им упадъкът, а в края на периода амонитите и белемнитите изчезват. Динозаврите достигат 5 – 6 метра височина и до 20 метра дължина – ихтиозаври, птеродактили, титанозаври, плезиозаври и мозазаври. Птеродактилите заемат почти цялата ниша на летящите хищници, въпреки че вече са се появили истински птици. Много разпространени са морските безгръбначни – мидите, охлювите, морските таралежи. Появяват се насекомите, големите фораминифери, костните риби и др. Краят на периода се характеризира с измирането на динозаврите.
Появяват се първите плацентни млекопитаещи. Възникват съвременните гущери и змии, а също така и акули.
- Ornithocheirus (Pterosauria)
- Pteranodon (Pterosauria) Птеранодон
- Ichthyornis (Aves)  Иктиорнис
- Iberomesornis (Aves) Иберомесорнис
- Гигантски птеродактил
- Hypsilophodon Хипсилоходон
- Maiasaura Маиасавър
- Protoceratops Протосераптор
- Triceratops Трисератопс
- Pachycephalosaurus
Пахицефалозаврид
- Baryonyx
Барионикс
- Tyrannosaurus
Тиранозавър
- Tarbosaurus
Тарбозавр
- Ampelosaurus
Ампелозаври
- Carnotaurus
Карнотавър
- Spinosaurus
Спинозавър
- Velociraptor
Велоцираптор
- Deinonychus
Дейнонихус
- Citipati
Цитипати

## Измиране
В края на периода креда става най-известното масово измиране на животински и растителни видове. Сред тях са амонитите, белемнитите, динозаврите и голосеменните. Измират 30 – 50% от видовете.
Причините за тази катастрофа не са известни. Съществуват няколко теории:
- Астероид – добива популярност напоследък, според нея Земята се сблъсква с астероид, последвано от „астероидна зима“. На Земята наистина съществува кратер, който свидетелства за сблъсък с астероид с диаметър 10 км преди около 65 милиона години. Но тази теория не може да обясни защо други видове оцеляват. Освен това много видове започват да измират преди това.
- Засилена вулканична дейност и промяна на климата – Поради засилване на геоложката активност (разместване на континентите) множество вулкани изригват и се увеличава количеството на метана в атмосферата. По принцип този парников газ е заключен чрез съединенията му с водата на дъното на океаните или в ледниците, но засилената вулканична активност го освобождава. Метанът има много по-силно парниково въздействие спрямо често обсъждания въглероден оксид, което би могло да предизвика постепенна, но съществена промяна на климата и бавно измиране на по-трудно приспособимите видове.
- Разделянето на континентите
- Смяна на полюсите чрез изчезване на магнитното поле на Земята (Учени считат, че това е периодично явление, случващо се през около 9 млн. години).

## Биогеографско райониране
През ранната креда отчетливо се проявяват същите тези зоогеографски области, които са съществували и през юрата: бореална, средиземноморска и южна (австрална). Моретата в бореалната област били населени с фауна, характерна за топлите и умерените води, типичните представители на която се явяват ауцели, белемнити и някои видове амонити. Във водните басейни на средиземноморско-екваториалната област обитавала много богата и разнообразна топлолюбива фауна: големи стриди, корали, морски таралежи, някои родове амонити и белемнити. Фауната на южните морета много наподобявала тази на бореалната област. През късната креда, вероятно, във връзка с широкото разпространение на морската трансгресия и общото изравняване на климатичните условия се забелязва намаляване на различията между тези области. Въпреки това, тропичната средиземноморска зона се отличава с преобладаване на топлолюбиви форми. Определена диференциация се наблюдава и в състава на сухоземната растителност.

## Полезни изкопаеми
Със скалните кредни пластовете са свързани големите находища на черни и кафяви въглища в Сибирската платформа, Монголия, Северна Америка и др. Със същите пластове са свързани и нефтените и газовите находища в Предкавказието, Средна Азия, Западен Сибир, САЩ, Мексико, Канада и др. Към червеноцветните лагунни фации са привързани залежите на различни видове соли, боксити (Южна Европа), а с крайбрежно-морските фации – седиментните железни руди. Във вулканичните скали, особено широко развити по източните и западните страни на Тихия океан – в Източноазиатската и Кордилерската геосинклинални области са се образували големи златни, сребърни, калаени, оловно-цинкови, живачни и други рудни изкопаеми. В Източноевропейската платформа, в Западна Европа и Северна Америка са разпространени кредни фосфорити, а в горнокредните пластове са включени огромни маси различни карбонатни строителни материали.